# John F. Clark
John F. Clark est un responsable américain de l'application des lois qui a été directeur du United States Marshals Service, nommé à ce poste par le président George W. Bush le 17 mars 2006, et remplacé par Stacia Hylton en 2010. Le 3 janvier 2010, John F. Clark a rejoint Lockheed Martin en tant que directeur des opérations de sécurité pour les systèmes d'information et les solutions globales.

## Éducation
John F. Clark a obtenu un Bachelor of Science de l'Université de Syracuse.

## Carrière
John F.Clark a commencé sa carrière avec le United States Marshals Service dans les bureaux de San Francisco et de San Jose, au sein du tribunal de district des États-Unis pour le district nord de la Californie. Il a occupé plusieurs autres postes de direction, notamment celui de maréchal adjoint en chef des États-Unis pour le district oriental de Virginie, d'inspecteur en chef de la Division des affaires internes et d'inspecteur en chef de la Division des enquêtes internationales sur les fugitifs. Il a également servi pendant sept ans dans le Groupe des opérations spéciales. Avant son emploi au sein des US Marshals, il était employé par la Police du Capitole des États-Unis et l'United States Border Patrol.
Le 3 janvier 2010, John F. Clark a rejoint Lockheed Martin en tant que directeur des opérations de sécurité pour les systèmes d'information et les solutions globales.
John F. Clark est le PDG du National Center for Missing & Exploited Children.